# John Okafor
John Okafor (ur. 17 października 1961 w Umunekwu, zm. 2 marca 2024 w Lagos) – nigeryjski aktor, komik, powszechnie znany jako pan Ibu. Wystąpił w ponad 200 filmach z Nollywood, w tym w serialu Pan Ibu.

## Wczesne życie i edukacja
John Ikechukwu Okafor urodził się 17 października 1961 roku. Pochodził z Umunekwu w dawnym Regionie Wschodnim Nigerii. Po ukończeniu szkoły podstawowej i śmierci ojca w 1974 roku Okafor przeprowadził się do Sapele, aby zamieszkać z bratem. W Sapele wykonywał prace dorywcze, aby móc pójść się do szkoły i utrzymać rodzinę. Następnie pracował jako fryzjer, zajął się fotografią, a także pracował w firmie produkującej skrzynki. Po ukończeniu szkoły średniej został przyjęty do Wyższej Szkoły Pedagogicznej w Yoli, ale został usunięty ze względu na trudności finansowe. Później rozpoczął studia w Instytucie Zarządzania i Technologii (IMT) w Enugu.

## Kariera
Okafor zagrał w ponad 200 filmach z Nollywood, w tym m.in.: Pan Ibu (2004), Pan Ibu 2 (2005), Pan Ibu i jego syn, Producenci trumien, Dostawcy mężów, Gracze międzynarodowi, Pan Ibu w Londynie (2005), Policja Rekrut (2003), 9 żon (2005), Ibu w więzieniu (2006) i Keziah (2007).
Okafor był znany jako „Nigeryjski Borat” i w 2012 roku opisał homoseksualizm w Nollywood jako pokrewny wirusowi, mówiąc: „Jeśli jest na tym świecie jakikolwiek sposób, w jaki ludzie mogą zmusić ich do zaprzestania tego lub zabicia, proszę, zróbcie to”.
Okafor na krótki czas zajął się także muzyką. 15 października 2020 roku wydał swoje piosenki zatytułowane „This girl” i „Do you know”.

## Choroba i śmierć
W październiku 2023 roku Okafor ujawnił, że cierpi na chorobę, która grozi koniecznością amputacji jednej nogi. Powiedział, że problem zaczął się podczas kręcenia filmu w Nollywood. Zaapelował do swoich fanów i opinię publiczną o modlitwy i pomoc finansową na pokrycie jego hospitalizacji. Udostępnił także film, na którym leży w szpitalnym łóżku i wyraża obawę, że straci nogę.
W listopadzie 2023 roku Okafor przeszedł amputację nogi po chorobie wymagającej siedmiu operacji. Jego rodzina stwierdziła, że amputację przeprowadzono, aby utrzymać go przy życiu i zwiększyć jego szanse na wyzdrowienie.
Okafor zmarł w szpitalu Evercare w Lagos 2 marca 2024 roku w wieku 62 lat w wyniku zatrzymania akcji serca.